# José Ignacio de la Roza
José Ignacio de la Roza (también citado como José Ignacio de la Rosa) (San Juan, 1 de agosto de 1786 – Santiago de Cao, Perú, 9 de octubre de 1834) fue un abogado y político argentino, que fue teniente gobernador de la actual provincia de San Juan y uno de los principales impulsores en esa provincia del cruce de los Andes.

## Biografía
Hijo de Fernando de la Roza y de Andrea Torres, era descendiente de familias ricas y distinguidas. Estudió  en Córdoba y luego en la Universidad de San Felipe de Santiago de Chile, donde obtuvo la licenciatura y doctorado en derecho en 1806.
Vivió luego en Buenos Aires, donde colaboró en la realización de la Revolución de Mayo y con el secretario de la Primera Junta, Mariano Moreno. Firmó en nombre de Moreno el “Plan Secreto de Operaciones” ideado para regir las acciones del gobierno.
En 1811 regresó a San Juan, donde fue un miembro destacado del cabildo, siendo electo regidor al año siguiente y alcalde de primer voto para el año 1815. Organizó la filial local de la Logia de Lautaro.
Cuando en abril de ese año estalló una revolución opositora al grupo de la Logia, dirigida por Francisco de Laprida, este hizo nombrar Teniente Gobernador de San Juan a De la Roza por una asamblea de vecinos.
Contribuyó con bienes personales y medidas de gobierno a los preparativos militares del general San Martín para el Ejército de Los Andes, reuniendo fondos, embargando los bienes de los pocos españoles que había en su provincia, organizando las provisiones y la información para el paso de la Cordillera de los Andes, y reuniendo voluntarios para tropa. 
Su provincia y Mendoza aportaron principalmente infantes, y la de San Luis, tropas y oficiales de caballería.
El alistamiento de todos los ciudadanos de 15 a 45 años contribuyó a remontar los batallones de línea 1, 8 y 11, las compañías de Jáchal y el Rodeo y los cuerpos de caballería, mientras que los esclavos donados por el gobernador y las personas acaudaladas de la ciudad permitieron crear el batallón 7 de infantería.
También la organización y aprovisionamiento de la división que al mando de Juan Manuel Cabot tomó parte del Cruce de los Andes por el norte (Paso de Guana) contra la provincia de Coquimbo, fue obra del gobierno y el pueblo sanjuaninos.
Desde su cargo impulsó la minería y la construcción de canales de riego en la provincia, una obra indispensable para la agricultura. También mejoró los caminos (especialmente los que iban a Mendoza), dispuso la apertura de calles, urbanizó la ciudad de San Juan, mejoró los servicios hospitalarios y policiales y fundó una escuela llamada “Escuela de la Patria”, destinada a las primeras letras. 
El 12 de enero de 1817, José Ignacio de la Roza se casó con su prima segunda, Tránsito de Oro, con la que tuvo su único hijo, Rosauro. 
Fue derrocado el 9 de enero de 1820 por el militar Mariano Mendizábal, esposo de su hermana Juana De la Roza, y fue condenado a muerte. La pena no se cumplió y fue cambiada por el destierro. Pasó a Chile y de allí a Perú, donde fue auditor de guerra del gobierno de San Martín. Influenció lo suficiente en San Martín para que este exigiera que Mendizábal le fuera enviado a ese país, y para que lo hiciera condenar a muerte y fusilar.
Posteriormente ejerció cargos judiciales en Perú, donde se estableció el resto de su vida.
Falleció en Santiago de Cao, Departamento de La Libertad, en el norte del Perú, en el año 1834.
Sus hermanas Juana, Félix, Regis y Manuela fueron patricias que contribuyeron a la formación de los ejércitos patriotas y a la confección de la bandera que San Juan envió al Ejército de los Andes.